# Садвакасова Мадіна Бакитжанівна
Мадіна Бакитжанівна Садвакасова (каз. Мәдина Бақытжанқызы Сәдуақасова, Mädina Baqytjanqyzy Säduaqasova); народилася 8 вересня 1979 року у місті Алмати, зараз живе в Кизилорді, Казахстан — казахська попспівачка, яка стала популярною завдяки пісні Махаббат Жалыны. Вперше всенародне визнання вона отримала в Казахстані в 1999 році, ставши володаркою Гран-прі національного конкурсу співаків Жас Канат. У 2011 році отримала звання «Заслужений діяч Казахстану».

## Життєпис
Мадіна співає з дитинства. Закінчила з дипломом Кизилординське музичне училище за фахом хорове диригування. Садвакасова також була вокалісткою алматинського гурту «Гульдер» і солісткою президентського оркестру Казахстану.
У 1991 році Садвакасова була учасницею національного співочого проєкту для дітей молодшого віку під назвою «Анші Балапан» і брала участь у подібному конкурсі під назвою «Музичний вояж», де двічі перемогла в 1996 і 1996 роках у Кизилорді та Алмати відповідно. У 1999 році Мадіна виступала і виграла конкурси Жас Канат і Азія Дауйси та зустріла свою улюблену співачку Розу Римбаєву.
У 2004 році співачка випустила свій дебютний альбом під назвою Ән Сағаным, і вона досі виступає в багатьох містах Казахстану.
У 2011 році стала «Заслуженим працівником Казахстану». У 2014 році стала ведучою в першому сезоні «Голосу Казахстану», а у 2019 році — телеведучою другого сезону музичного шоу «Топжарган» на «Хабар ТВ».

## Особисте життя
У 2006 році вона вийшла заміж за офіцера-лейтенанта, з яким познайомилася у 2000 році в Президентському оркестрі. Пара розлучилася у 2008 році. З лютого 2014 року вдруге одружена з режисером телеканалу «Хабар» Олжасом Смагуловим. 17 червня 2014 року у них народився син Ануар.

## Звання та відзнаки
- Володарка Гран-прі «Музичного вояжу» (1996)[6][9][8]
- Володарка Гран-прі «Жас Канат» (1999)[5][7]
- Володарка Гран-прі «Asia Dausy» (1999)[6][8][10]
- Заслужена діячка Казахстану (2011)[3][5]
- Почесна громадянка Кизилорди (2018)[14][15]
- «Співачка року» на Eurasian Music Awards (2019)[12][16]

## Дискографія
- 2004: Ән Сағаным
- 2004: Мій HiT #1 (My HiT #1) співає Махаббат Жалыны